# Joe Haldeman

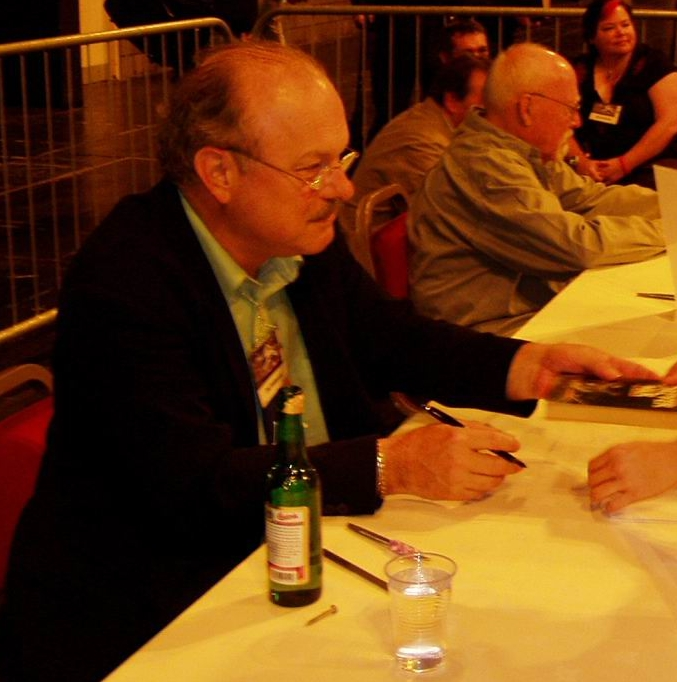
Joe Haldeman bij de Worldcon 2005 in Glasgow

Joe William Haldeman (Oklahoma City, 9 juni 1943) is een Amerikaanse sciencefictionschrijver.
Zijn familie reisde veel en hij leefde als kind in Puerto Rico, New Orleans, Washington D.C. en Anchorage (Alaska). Haldeman studeerde astronomie aan de Universiteit van Maryland.
In het jaar van zijn afstuderen, 1967, werd hij opgeroepen voor het Amerikaanse leger om in de Vietnamoorlog te dienen, waar hij gewond raakte in actie. Door zijn belevenissen in Vietnam werd hij geïnspireerd tot zijn eerste roman War Year. Haldeman begon in 1983 met doceren aan het MIT. 
Haldemans roman is The Forever War, ook op Vietnam gebaseerd. Dit boek won zowel de Hugo als de Nebula Award. Het boek werd door Belgische striptekenaar Marvano (pseudoniem van Mark van Oppen) omgewerkt tot een striptrilogie. De filmrechten van deze stripversie zijn gekocht door regisseur Ridley Scott, die de rechten van het boek niet kon verkrijgen. De samenwerking tussen Haldeman en Marvano leverde later een vervolgtrilogie op: "Een nieuw begin", gebaseerd op "Forever free".
Jack C. Haldeman II, ook een SF-schrijver, is zijn broer.

## Belangrijkste Prijzen
Hugo Award
- The Forever War (1976) - Novel
- Tricentennial (1977) - Short Story
- The Hemingway Hoax (1991) - Novella
- None So Blind (1995) - Short Story
- Forever Peace (1998) - Novel

Nebula Award
- The Forever War (1975) - Novel
- The Hemingway Hoax (1990) - Novella
- Graves (1993) - Short Story
- Forever Peace (1998) - Novel
- Camouflage (2004) - Novel

Locus Award
- The Forever War (1976) - SF Novel

World Fantasy Award
- Graves (1993) - Short Fiction

John W. Campbell Memorial Award
- Forever Peace (1998)